# Unix-like
Un sistem de operare Unix-like este un sistem care se comportă într-o manieră similară unuia Unix, fără necesitatea de a se conforma sau a fi certificat conform unei versiuni a Single UNIX Specification.

## Exemple contemporane

### Software liber / open source
Majoritate sistemelor Unix-like libere/open source nu au ca țintă obținerea certificării UNIX pentru produsul lor, deși sunt în întregime sau în cea mai mare parte conforme; costul certificării este în general considerat prohbitiv. Termenul Freenix este folosit uneori pentru astfel de sisteme.
- Agnix (educațional)
- BSD
  - FreeBSD
    - Debian GNU/kFreeBSD
    - DragonFly BSD
    - Gentoo/FreeBSD
    - PC-BSD
    - PicoBSD

  - Darwin
  - NetBSD
    - Debian GNU/NetBSD

  - OpenBSD
    - ekkoBSD
    - MicroBSD
    - MirOS BSD
- BKUNIX
- GNU
- Linux
- LUnix
- Minix
  - Minix-vmd
  - MINIX 3
- OpenSolaris
  - Nexenta OS
- Phoenix-RTOS
- Plan 9—Succesor al Unix, are aceleași principii de design și aceeași filosofie dar aplicate mai consistent pentru tot sistemul, nu este identic ca funcționalitate
  - Plan B—sistem de operare distribuit derivat din Plan 9 [1]
  - Inferno—sistem de operare distribuit derivat din Plan 9, originar de la Bell Labs, în prezent deținut de Vita Nuova Holdings
- Syllable—99% conform POSIX
- VSTa—în cea mai mare parte conform POSIX

### Closed source și gratuite
- ClosedBSD

### Proprietare
- IBM AIX*—bazat pe System V versiunea 3
- BeOS
- HP HP-UX*
- SGI IRIX*
- Apple Mac OS X—bazat pe Darwin
- LynxOS RTOS
- MeikOS
- QNX—rescriere totală, fără cod UNIX
- SCO OpenServer
- SkyOS—în cea mai mare parte conform POSIX
- SunOS—based on BSD
- Solaris*—bazat pe System V versiunea 4
- Compaq Tru64*—based on OSF/1
- UnixWare*
- Microsoft Xenix
- VxWorks

* Sisteme cu marca UNIX®